# Список цифровых синглов № 1 в Канаде 2018 года
Список цифровых синглов № 1 в Канаде 2018 года представляет собой список синглов, занимавших 1 место в 2018 году в еженедельном хит-параде Hot Canadian Digital Singles Chart, в который входят самые продаваемые синглы в Канаде через Интернет. Хит-парад выходит на сайте canoe.ca каждый четверг.
| Дата      | Песня     | Исполнитель                  | Источник |
| --------- | --------- | ---------------------------- | -------- |
| 3 января  | «Perfect» | Эд Ширан при участии Бейонсе | [ 1 ]    |
| 6 января  | «Perfect» | Эд Ширан при участии Бейонсе | [ 2 ]    |
| 13 января | «Perfect» | Эд Ширан при участии Бейонсе | [ 3 ]    |